# Marta Martelińska
Marta Martelińska (* 24. Juli 1949 in Wołomin; † 18. März 2008 in Warschau) war eine polnische Sängerin.

## Leben und Wirken
Martelińska, die jüngere Schwester der Jazzsängerin Barbara Martelińska (1940–2022), trat zunächst in der zweiten Hälfte der 1960er Jahre auf den Festivals in Opole und Sopot als Sängerin auf. 1966 gewann sie den Hauptpreis in Opole für ihren Vortrag des Liedes Nie być tak szybki Bill von Jerzy Matuszkiewicz. Einige Monate zuvor hatte sie als Solistin den ersten Platz bei den Warschauer Vorentscheidungen für das Frühlingsfestival der Jugendmusik belegt.
Bei Bühnenauftritten wurde Martelińska zunächst von den Beatbands Chochoły (1966) und Trubadurzy (1967) begleitet. 1967 nahm sie den Hit Słoneczniki auf. Im selben Jahr begann sie mit der Band von Ryszard Pozakowski zu arbeiten und trat auch in der von ihm moderierten Telewizyjna Giełda Piosenki auf. Ab 1968 arbeitete sie mit der neu gegründeten Band Bizony zusammen, mit der sie unter anderem 1968 beim Internationalen Songfestival von Sopot und beim 3. Musicorama in Warschau auftrat.
Martelińska heiratete Jerzy Dunin-Kozicki, der in den Jazzbands Hagaw und Old Timers Schlagzeug spielte. Sie hat auch im Ausland Konzerte gegeben, vor allem in Skandinavien.
Später arbeitete Martelińska als Organisatorin bei Jazzveranstaltungen und als Managerin im Studentenclub Stodoła und im Jazzclub Aquarium in Warschau. Ein Teil der von ihr aufgenommenen Lieder wurde auf dem Album Gwiazdy Polskiego Big Beatu – Śpiewające Dziewczyny (2013) wieder veröffentlicht.
Sie starb 59-jährig nach langer Krankheit und  wurde auf dem Bródno-Friedhof (polnisch: Cmentarz Bródnowski), einem römisch-katholischen Friedhof im Warschauer Stadtbezirk Targówek, beigesetzt.

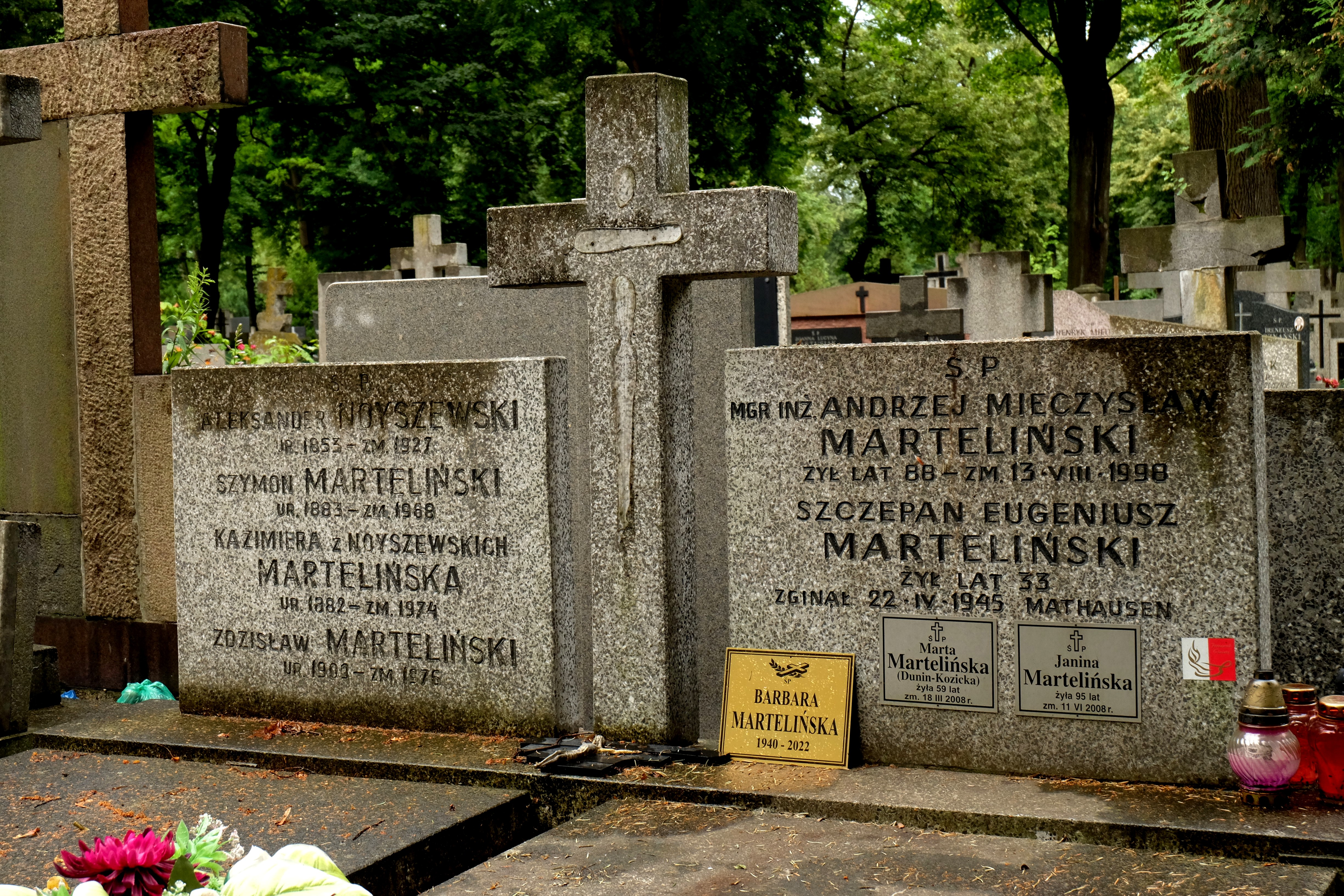
Grab der Sängerinnen Marta Martelińska und ihrer Schwester Barbara Martelińska auf dem Friedhof Bródnów in Warschau